# Войтюк Андрій Сергійович
Войтю́к Андрі́й Сергі́йович (7 червня 1975 , Львів ) — український музикант, звукорежисер і барабанщик.

## Біографія
Народився у Львові. Закінчив ЛССМШІ ім. С. Крушельницької, після чого навчався у Львівському національному університеті ім. І. Франка на філологічному факультеті.
З 1991 по 1997 роки учасник гуртів «Місто Мемфіс», «Драглайн», «Леся Герасимчук», «Віктор Царан», «Королівські зайці» «Окрема Територія», «Знову за старе», «999», «Очеретяний Кварк», «Рудольф Дизель», «Red Faces», «Авогадро», «Лесик Band» тощо. З 1997 по 2003 роки, як звукорежисер на львівській студії звукозапису «Gold lion» працює з такими виконавцями як «Ot Vinta!», Ліля Ваврін, Роман Гриньків та інші.
У травні 1998 року на лейблі «gold lion» виходить у світ його експериментальний альбом під творчим псевдо «DJ Balandiuk» з назвою «Мутація 1-Сила Ритму» трек Parlament'97, з котрого потрапив у топ радіостанцій Львова.
У 2005 році під керуванням Марка Токара вчиться джазової імпровізації. Бере уроки у Лукаша Жити і Куби Станкевича. У тому ж році починається співпраця з Марком Токаром, Мартином Твердуном та Юрієм Яремчуком у складі «Leo'm'art». Одночасно продовжує працювати й на фронті рок- та фолк-рок-музики з гуртами «Файно» та «Очеретяний Кіт» (Вінниця) а згодом із «Сонцекльош».
З 2008 року є незмінним учасником джаз-тріо «MT-3». Бере активну участь у таких джазових проєктах як «Alex Maksymiv Trio», «Mark Tokar Trio» з канадським гітаристом Алексом Максимівим, «Без Спогадів» та «Jazz Cabaret» із вже згаданим вище «MT-3». Сесійно співпрацює в цей період з гуртом «Плач Єремії» як сесійний музикант і звукорежисер, а також з гуртом «Esthetic Education» концертним звукорежисером. У 2008 році відома також концертна сесія Андрія Войтюка — барабанщика з гуртом «Alan Silson Band» (ex. «Smokie»).
У грудні 2010 року стає учасником новоствореного київського клезмер-гурту «Pushkin Klezmer Band». Під впливом лідера ПКБ Б Дмитра Герасимова починає цікавитись виконанням музики «клезмер». Того ж року сесійно виступає з австрійським клезмерським музикантом піаністом та вокалістом Романом Грінбергом. Виступає на численних клезмерських фестивалях в складі ПКБ як в Україні, так і за кордоном. У 2011 році є також учасником музично-поетичної формації «Drum-Тиатр» разом із поетом та письменником Юрком Іздриком та молодим українським поетом Григорієм Семенчуком.
Разом із Марією Кудрявцевою («Сонцекльош») створює новий шансон-кабаре-гурт «Куку Шанель» в якому виконує роль барабанщика і бек-вокаліста, а також автора кількох текстів пісень.
У 2013 році починає співпрацю з київським музикантом-мультиінструменталістом Орестом Крисою у новоствореному проєкті «Сонячна Машина». Також бере участь у записі нового альбому українського гурту «Брати Гадюкіни» — «Made in Ukraine». Того ж року отримує пропозицію від «Братів Гадюкіних» постійної участі в гурті, від якої відмовляється у зв'язку з, вже даною на той момент, згодою постійної співпраці з британським гуртом «Spirit Of Smokie» (ex. «Smokie») як барабанщика, замість Ron Kelly. В «Spirit Of Smokie» окрім Dean Barton, сина загиблого вокаліста «Smokie» Alan Barton, у проєкті беруть участь також Енді Вілан, Грем Кірнз, Джерард Ролф та Барні Брендз. Однак згодом Андрій відмовляє гурту «Spirit Of Smokie» в участі в, запланованому на осінь 2014 року, турі Російською Федерацією. Відмовляє, оскільки в цей час була в розпалі російська військова агресія проти України, мотивуючи свою відмову тим, що для українця розважати ворога в часі війни є неприйнятним.
У 2014 році поновилася і поглибилася співпраця Андрія із Тарасом Чубаєм та «Плачем Єремії». Бере участь у ювілейних концертах із нагоди 25-річчя гурту «Плач Єремії». Концертував також в зоні проведення АТО разом із «Куку Шанель», Сонею Сотник, Сергієм Кузіним, «Сонячною Машиною» та ін. підтримуючи таким чином українських бійців.

## Музичні проєкти
- «Місто Мемфіс»
- «Дозвіл на транзитний переїзд»
- «Долина Хінном»
- «Драглайн»
- «Авогадро»
- «Окрема Територія»
- «999»
- «Очеретяний Кварк»
- «DJ Balandiuk»
- «Знову за старе»
- «Лесик Band»
- «Рокфеллерс»
- «Королівські зайці»
- «Live Fish»
- «Рудольф Дизель»
- «Red Faces»
- «Blues-Plus»
- «Файно»
- «Alan Silson Band» (ex. «Smokie») (session)
- «Плач Єремії»
- «Ryszard Canaforsky Quartet»
- «MT-3»
- «Mark Tokar Trio»
- «Без Спогадів»
- «Jazz Cabaret Mt3»
- «Drum-Тиатр»
- Роман Грінберг[de]
- «Сонцекльош»
- «Очеретяний Кіт»
- «Пароми»
- «Pushkin Klezmer Band»
- «Куку Шанель»
- «Брати Гадюкіни»
- «Spirit Of Smokie»
- «Сонячна Машина»